# Synagoga Stowarzyszenia Izraela Meiselsa w Krakowie
Synagoga Stowarzyszenia Izraela Meiselsa – synagoga, która znajdowała się w Krakowie przy ulicy św. Agnieszki 11, na Stradomiu.
Synagoga została zbudowana w 1876 roku z inicjatywy Stowarzyszenia Izraela Meiselsa, według projektu Leopolda Tlachny. Obok sali modlitw mieściła się również mała szkółka talmudyczna. Podczas II wojny światowej hitlerowcy zdewastowali synagogę. 
Po zakończeniu wojny w synagodze i pozostałych pomieszczeniach mieściła się Publiczna Szkoła Rzemiosła Zawodowego nr 2. Po kilku latach kamienica została wyburzona, a na jej miejscu wzniesiono nową.